# Mod vinden
Mod vinden (engelsk originaltitel Against the Wind) er en australsk miniserie fra 1978. Den er et historisk drama der skildrer både det britiske styre i Irland, og udviklingen i New South Wales og Australien. Serien blev optaget i museet Old Sydney Town nær Sydney, samt i Belgrave Heights, Warrandyte, Colac, Geelong og Emu Bottom.
Den komplette serie fås som DVD boks i Australien, Danmark, Holland, Norge og Sverige.

## Handling
Serien foregår i Australiens koloniserede områder i årene 1798 – 1812, og drejer sig om den engelske Jonathan Garret og hans liv som deporteret straffefange i New South Wales kolonien. Mary Mulvane, en 18-årig irsk pige, som i en periode på syv år er deporteret til New South Wales, efter at have forsøgt at tilbageerobre familiens malkeko, der var blevet beslaglagt af briterne i bod for manglende betaling af tiende til den lokale gejstlige. Hun udstår dommen i New South Wales med års tjeneste som straffefange, før sin endelige løsladelse til livet som en fri borger.

## Afsnit
1. "The Seeds of Fire"
2. "The Wild Geese"
3. "A Question of Guilt"
4. "The Flogging Parson"
5. "An Agreement Between Officers and Others"
6. "A House on the Hill"
7. "The Tree of Liberty"
8. "When Kings Go Forth to Battle"
9. "The Farmer's Friend"
10. "A Matter of Life and Death"
11. "The Spirit of Enterprise"
12. "The Whip Hand"
13. "The Windfall Summer"

## Medvirkende
- Mary Larkin — som "Mary Mulvane / Mary Garrett"
- Jon English — som "Jonathan Garrett"
- Kerry McGuire — som "Polly McNamara"
- Frank Gallacher — som "Will Price"
- Gerard Kennedy — som "Dinny O'Byrne"
- Hu Price — som "Jonas Pike"
- Warwick Sims — som "Ensign Greville"
- Lynn Rainbow — som "Louisa Wiltshire"
- Frederick Parslow — som "Captain Wiltshire"
- Bryan Brown — som "Michael Connor"
- Rod Mullinar
- Chris Haywood
- Sean Scully
- Frank Thring
- Wallace Eaton
- Vincent Ball
- John Stanton